# Règne animal (Cuvier)
Pour les articles homonymes, voir Règne animal (roman).

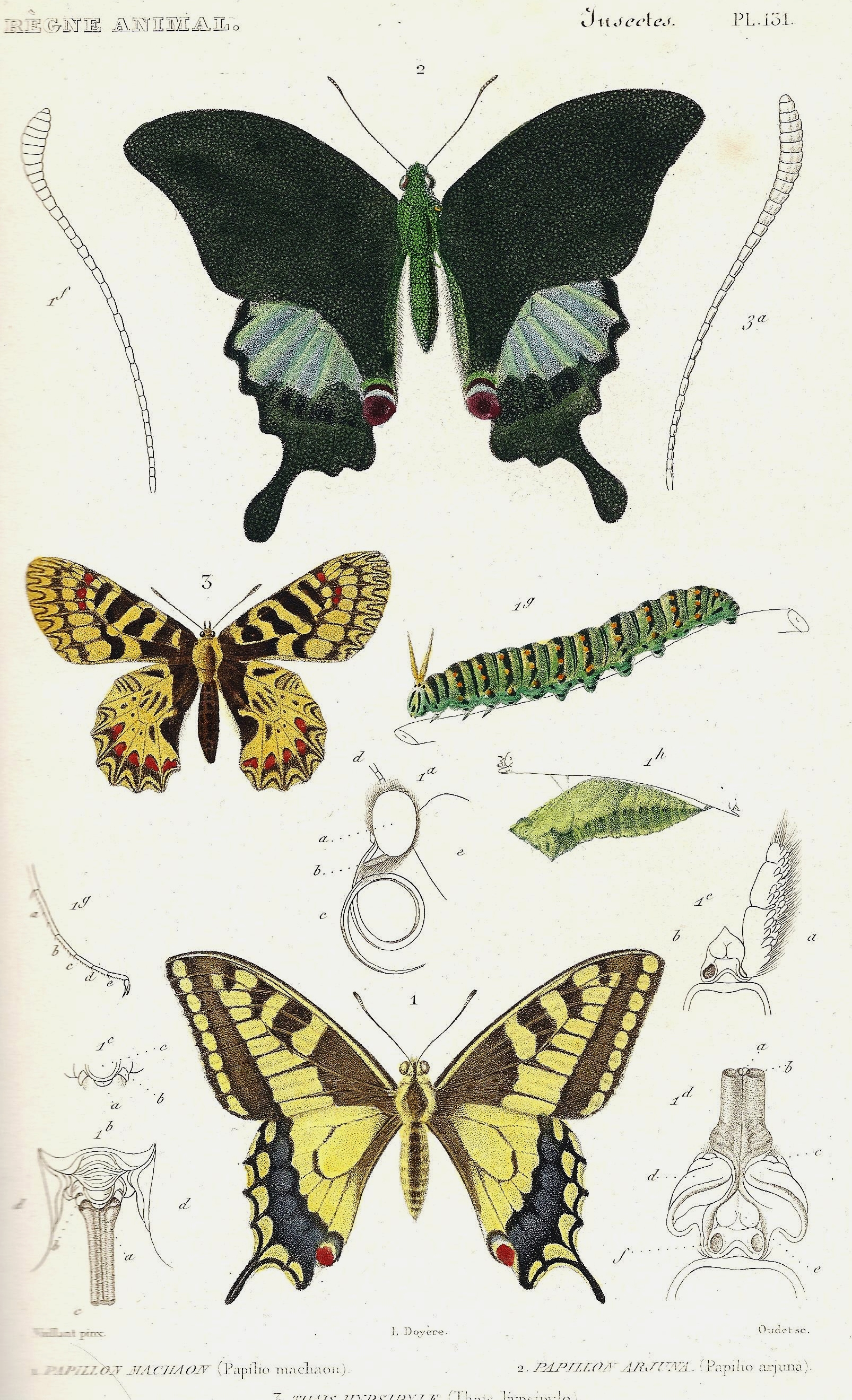
Planche no 131 du livre Le règne animal distribué d'après son organisation par Georges Cuvier (Tome 14), seconde édition de 1828, représentant : -en haut : Papillon Arjuna -au milieu : Thaïs hypsipyle et chenille du Machaon -en bas : Papillon Machaon.

Le règne animal distribué d'après son organisation est une collection d'ouvrages écrits au XIXe siècle par Cuvier pour servir de base à l'histoire naturelle des animaux et d'introduction à l'anatomie comparée.

## Le règne animal
Cuvier (1769-1832) transfère les concepts de la méthode de classification naturelle de Jussieu (1748-1836), exposée en 1789 dans Genera plantarum, de la botanique à la zoologie.
En 1795, dans une perspective fixiste, Cuvier divisait les deux classes linnéennes des insectes et des vers en six classes d'animaux à sang blanc ou invertébrés : mollusques, crustacés, insectes, vers, échinodermes, zoophytes.
Puis, il subdivisait les mollusques en trois ordres : céphalopodes, gastéropodes et acéphales.
Grâce à l'anatomie comparée et à la paléontologie, il divise le règne animal selon quatre « grandes formes principales » ou quatre « grands plans », qui donnent quatre embranchements naturels, rompant avec la notion de continuité du monde vivant.
En fonction du système nerveux qui est l'organe principal d'un animal sous la dépendance duquel sont placés tous les autres systèmes organiques (comme le système circulatoire ou l'appareil digestif), Cuvier a distingué quatre modèles :
- I. avec un cerveau et une moelle épinière (entourés par des parties du squelette).
- II. avec des concentrations tissulaires entre les organes, reliées entre elles par des cordons nerveux.
- III. avec deux cordons nerveux longitudinaux ventraux reliés par un anneau avec deux ganglions nerveux situés au-dessous de l'œsophage.
- IV. avec un système nerveux diffus qui n'est pas clairement visible.

Dans son ouvrage sur le Règne animal publié en 1817, Cuvier admet quatre groupes principaux qu'il appelle embranchements ou grandes divisions des Animaux : les Vertébrés, les Mollusques, les Articulés et les Zoophytes (ou Rayonnés).
La classification adoptée par Cuvier pour définir l'agencement naturel du règne animal est la suivante :
- I. Vertébrés.
  - Mammifères : 1. Bimanes, 2. Quadrumanes, 3. Carnassiers, 4. Rongeurs, 5. Édentés, 6. Pachydermes, 7. Ruminants, 8. Cétacés.
  - Oiseaux : 1. Oiseaux de proie, 2. Passereaux, 3. Grimpeurs, 4. Gallinacés, 5. Échassiers, 6. Palmipèdes.
  - Reptiles : 1. Chéloniens, 2. Sauriens, 3. Ophidiens, 4. Batraciens.
  - Poissons : 1. Chrondroptérygiens à branchies fixes, 2. Sturioniens ou Chrondroptérygiens à branchies libres, 3. Plectognates, 4. Lophobranches, 5. Malacoptérygiens abdominaux, 6. Malacoptérygiens subbrachiens, 7. Malacoptérygiens apodes, 8. Acanthoptérygiens.
- II. Mollusques.
  - Céphalopodes.
  - Ptéropodes.
  - Gastéropodes : 1. Nudibranches, 2. Inférobranches, 3. Tectibranches, 4. Pulmonés, 5. Pectinibranches, 6. Scutibranches, 7. Cyclobranches.
  - Acéphales : 1. Testacés, 2. Sans coquilles.
  - Brachiopodes.
  - Cirrhopodes.
- III. Articulés.
  - Annélides : 1. Tubicoles, 2. Dorsibranches, 3. Abranches.
  - Crustacés : 1. Décapodes, 2. Stomapodes, 3. Amphipodes, 4. Isopodes, 5. Branchiopodes.
  - Arachnides : 1. Pulmonaires, 2. Trachéennes.
  - Insectes : 1. Myriapodes, 2. Thysanoures, 3. Parasites, 4. Suceurs, 5. Coléoptères, 6. Orthoptères, 7. Hémiptères, 8. Névroptères, 9. Hyménoptères, 10. Lépidoptères, 11. Ripiptères, 12. Diptères.
- IV. Zoophytes.
  - Échinodermes : 1. Pédicellés, 2. Sans pieds.
  - Intestinaux : 1. Cavitaires, 2. Parenchymateux.
  - Acalèphes : 1. Fixes, 2. Libres.
  - Polypes : 1. Nus, 2. À polypiers.
  - Infusoires : 1. Rotifères, 2. Homogènes.

## Éditions
Georges Cuvier, Le règne animal distribué d'après son organisation : Pour servir de base à l'histoire naturelle des animaux et d'introduction à l'anatomie comparée, Déterville libraire, Imprimerie de A. Belin, Paris, 4 tomes, 1817.
- Tome I, contenant l'introduction, les mammifères, les oiseaux.
- Tome II, contenant les reptiles, les poissons, les mollusques et les annélides.
- Tome III, contenant les crustacés, les arachnides et les insectes.
- Tome IV, contenant les zoophytes, les tables et les planches.